# Stagmomantis limbata
Stagmomantis limbata là một loài Bọ ngựa trong họ Bọ ngựa. Loài này được Hahn miêu tả năm 1835. Đây là loài bản địa của Hoa Kỳ.